# Кирково (община)
Вижте пояснителната страница за други значения на Кирково.
Община Кирково се намира в Южна България и е една от съставните общини на област Кърджали.

## География

### Географско положение, граници, големина
Общината е разположена в южната част на област Кърджали. С площта си от 537,871 km2 е 3-та по големина сред 7-те общини на областта, което съставлява 16,75% от територията на областта. Община Кирково е най-южната община на България (връх Вейката). Границите ѝ са следните:
- на север – община Джебел;
- на североизток – община Момчилград;
- на изток – община Крумовград;
- на юг – Република Гърция;
- на запад – община Златоград, област Смолян.

### Природни ресурси

#### Релеф
Релефът на община Кирково е средно-, ниско планински и хълмист. Тя се намира изцяло в пределите Източните Родопи. В централните части на общината са разположени няколко сравнително големи долинни разширения по теченията на река Върбица и десният ѝ приток Чорбаджийска река (Къзълач) – в района на селата Бенковски, Кирково и Подкова. В коритото на Върбица, северно от село Брегово се намира най-ниската точка на общината – 265 m н.в.
От всички страни тези обширни долинни разширения са обградени от четири средно- и нископланински рида, части от Източните Родопи. В южната част на община Кирково се простират северните склонове и разклонения на мощния граничен с Гърция рид Гюмюрджински снежник. В него, на границата с Република Гърция се намира връх Вейката (1463 m), най-южната точка на България и най-високата точка на общината. Източно от прохода Маказа, по границата с Гърция се простира най-западната част на рида Мъгленик с максимална височина Върха (952 m), разположен на граничната бразда, югозападно от село Тихомир. Източните части на общината се заемат западните склонове и разклонения на друг източнородопски рид Стръмни рид с посока на простиране от юг на север. Неговата максимална височина е едноименният му връх (960 m), разположен североизточно от село Нане. И накрая, на север и запад от долината на Върбица, в северната част на община Кирково се простират крайните южни и югоизточни части на устренския рид (югоизточно разклонение на рида Жълти дял) със Зли връх (710 m), разположен северно от село Стоманци.

#### Води
Основна водна артерия на общкина Кирково е река Върбица (десен приток на Арда). Тя навлиза в общината от община Златоград западно от село Пресека. До село Крилатица тече в източна посока, след което завива на север-североизток и северно от село Брегово напуска пределите на общината. По нейното течение в границите на община Кирково има две големи долинни разширения – в райна на селата Бенковски и Подкова, заети от обработваеми земи. Основни притоци на Върбица в пределите на общината са реките: леви – Папаздере (влива се при село Добромирци), Ахряндере (при село Бенковски), Олудере (при Дрянова глава) и Циганско дере (при село Върбен); десни – Дранговска река (при село Дрянова глава), Чорбаджийска река (Къзълач, при село Подкова) и Арпалъшко дере (при село Старейшино). Десният приток на Върбица – Чорбаджийска река (Къзълач) протича изцяло през общината и в района между селата Горно Къпиново и Кирково образува третото в общината обширно и плодородно долинно разширение.
Най-югоизточните части на община Кирково се отводняват от най-горното течение на река Кесебир (Вировица, ляв приток на Крумовица, от басейна на Арда).
ОбщинаКирково се намира в район с продължителни летни засушавания, които водят до изчерпване на подпочвените водни запаси. Всичките изброени по-горе реки са с непостоянен воден режим, като след продължителни дъждове и през пролетта прииждат, като някои от тях са с пороен характер и влачат големи количества наносни материали. На територията на общината са изградени 63 водоема предназначени за напояване на земеделските земи. По-значителни от тях са язовирите: „Мъгляне“ („Бенковски“, с капацитет 8 млн. m3), „Амбарица“ („Чакаларово“, 150 хил. m3) и язовира в местността Голяма нива до село Домище (30 хил. m3).

#### Климат
Климатът на общината е преходно–средиземноморски със средната годишна температура между 11 °C и 13,2 °C. Зимите са сравнително меки, като дните със задържане на снежна покривка са 43, а лятото е продължително и горещо. Средната годишна сума на валежите е 521 mm, която е около средните стойности, измерени в метеорологичните станции през 2001 г.

#### Минерални ресурси
На територията на община Кирково са открити няколко находища на полезни изкопаеми. При село Яковица има находище на хромови и железни руди, в с. Костурино – на хромова руда, залежи от оловно-цинкови руди са открити край селата Шумнатица, Чакаларово и Джерово. Находищата на полезни изкопаеми не се експлоатират. На територията на общината има и находища на нерудни полезни изкопаеми – азбест, кианит, дистен, фелицит, гранити, мрамори и други използвани в строителството.

### Населени места
Общината има 72 населени места с общо население 20 442 жители към 7 септември 2021 г.
| Населено място | Население (2021 г.) | Площ на землището km2 | Забележка (старо име)                   | Населено място | Население (2021 г.) | Площ на землището km2 | Забележка (старо име)                        |
| -------------- | ------------------- | --------------------- | --------------------------------------- | -------------- | ------------------- | --------------------- | -------------------------------------------- |
| Априлци        | 97                  | 1,735                 |                                         | Медевци        | 86                  | 3,403                 | Бакаджик                                     |
| Бенковски      | 2321                | 13,912                | Кирлик, Кирил                           | Метличина      | 165                 | -                     | Генерал Панайотово, в з-щето на с. Кърчовско |
| Брегово        | 95                  | 2,475                 |                                         | Метличка       | 22                  | 6,548                 | Мухаремоглар                                 |
| Вълчанка       | 113                 | 5,796                 |                                         | Могиляне       | 458                 | 6,494                 | Юртчулар                                     |
| Върбен         | 716                 | 5,854                 | Айваз                                   | Мъглене        | 166                 | 5,079                 | Булутлар                                     |
| Върли дол      | 1                   | 2,323                 | Сарп дере                               | Нане           | –                   | 5,041                 | Наназлъ даг                                  |
| Горно Кирково  | 438                 | 5,102                 |                                         | Орлица         | 142                 | 13,842                | Узун химетлер, Протогерово                   |
| Горно Къпиново | 218                 | 15,679                | Горньо Къпиньово                        | Островец       | 271                 | 3,001                 | Ада кьой                                     |
| Горски извор   | 550                 | 15,868                | Куруджа дере                            | Пловка         | 68                  | 4,652                 | Тюрк геве                                    |
| Гривяк         | 102                 | 2,435                 | Кара Ахмедлер                           | Подкова        | 322                 | 3,712                 | Налбантлар                                   |
| Дедец          | 97                  | 2,421                 | Деделер                                 | Пресека        | 282                 | 10,715                | Чатак                                        |
| Делвино        | 111                 | 5,654                 | Делвелер                                | Първенци       | 62                  | 1,417                 | Ходжа кьой                                   |
| Джерово        | 254                 | 5,715                 | Арабаджии                               | Първица        | 316                 | 5,362                 | Торфулу                                      |
| Добромирци     | 388                 | 3,583                 | Емирлер                                 | Растник        | 179                 | 2,773                 | Томашлар                                     |
| Долно Къпиново | 264                 | 16,846                | Долно Къпиньово                         | Самодива       | 301                 | 7,040                 | Аша Коджа Юмер                               |
| Домище         | 341                 | 7,877                 | Анлък                                   | Самокитка      | 36                  | 6,423                 | Сараджа Виран                                |
| Дрангово       | 817                 | 47,707                | Биюк ип дере                            | Светлен        | 22                  | 5,935                 | Кабиллер, Кабиле                             |
| Дружинци       | 293                 | -                     | Ортакчии, Полянци, в з-щето на с. Завоя | Секирка        | 30                  | 2,961                 | Папарджик, Тагарджиклер                      |
| Дрянова глава  | 98                  | 2,059                 | Сюлюмезлер                              | Средско        | 115                 | 4,895                 | Ортаджи                                      |
| Дюлица         | 327                 | 6,046                 | Айваджик                                | Старейшино     | 85                  | 5,058                 | Шехлер                                       |
| Еровете        | 101                 | 2,087                 | Хорозлу, Аразлъ                         | Старово        | 318                 | 6,225                 | Коджа Юмер                                   |
| Завоя          | 297                 | 4,282                 | Ени махле                               | Стоманци       | 227                 | 4,963                 | Чиликли                                      |
| Загорски       | 74                  | 1,745                 | Кърджалар                               | Стрижба        | 95                  | 16,084                | Къркъм                                       |
| Здравчец       | 144                 | 5,713                 | Небирлер                                | Тихомир        | 941                 | 25,124                | Терзи юрен                                   |
| Каялоба        | 244                 | 7,339                 | Каслоба                                 | Фотиново       | 818                 | 7,355                 | Хатиболар                                    |
| Кирково        | 685                 | 2,964                 |                                         | Хаджийско      | 308                 | 3,598                 | Хаджи махле, Искрил                          |
| Китна          | 288                 | 7,613                 | ЮНакиплер                               | Царино         | 1                   | 8,190                 | Хасъ юрт                                     |
| Козлево        | 75                  | 1,262                 | Марефлер                                | Чавка          | 12                  | 3,091                 | Шадилер                                      |
| Костурино      | 6                   | -                     | Далакча, в з-щето на с. Крилатица       | Чакаларово     | 1130                | 24,281                | Чакал кьой                                   |
| Кран           | 174                 | 4,247                 | Кран дере                               | Чичево         | 60                  | 6,020                 | Кючук Ип дере                                |
| Кремен         | 73                  | 12,656                |                                         | Чорбаджийско   | 1696                | 26,412                | Чорбаджилар                                  |
| Крилатица      | 194                 | 17,001                | Шахпалъ                                 | Шипок          | 69                  | 3,443                 | Ерекли                                       |
| Кукуряк        | 186                 | 6,360                 | Ерекли                                  | Шопци          | 350                 | 2,816                 | Емирлер                                      |
| Кърчовско      | 182                 | 5,194                 | Каранджилар                             | Шумнатица      | 378                 | 19,199                | Фъндаджик                                    |
| Лозенградци    | 138                 | 14,320                | Каракаш                                 | Яковица        | 44                  | 4,454                 |                                              |
| Малкоч         | 269                 | 7,906                 | Малкоч дере                             | Янино          | 96                  | 2,489                 | Янаклар                                      |
|                |                     |                       |                                         | ОБЩО           | 20442               | 537,871               | 3 населени места са без землища              |

## Административно-териториални промени
- Указ № 282/обн. 21.05.1927 г. – признава н.м. Къшла дере (от с. Дрангово) за м. Къшла дере;
- МЗ № 2820/обн. 14.08.1934 г. – преименува с. Сапдере на с. Бързия;

– преименува с. Куруджа дере на с. Горски извор;
– преименува с. Арабаджии на с. Джерово;
– преименува с. Анлък на с. Домище;
– преименува с. Биюк ип дере (Голямо Ип дере) на с. Дрангово;
– преименува с. Ортакчии на с. Дружинци;
– преименува с. Дегермен теке на с. Жерка;
– преименува с. Ени махле на с. Завоя;
– преименува м. Къшла дере на м. Зимица;
– преименува с. Далакча на с. Костурино;
– преименува с. Каракаш на с. Лозенградци;
– преименува с. Узун химетлер на с. Протогерово;
– преименува с. Къркъм на с. Стрижба;
– преименува с. Терзи юрен на с. Тихомир;
– преименува с. Хасъ юрт на с. Царино;
– преименува с. Чакал кьой на с. Чакаларово;
– преименува с. Фъндаджик на с. Шумнатица;
- МЗ № 3225/обн. 21.09.1934 г. – преименува с. Хатиболар на с. Фотиново;

– преименува с. Чорбаджилар на с. Чорбаджийско;
- МЗ № 3302/обн. 26.09.1934 г. – преименува с. Емирлер на с. Добромирци;
- МЗ № 3775/обн. 07.12.1934 г. – преименува с. Фарфалар на с. Веслец;

– преименува с. Сарп дере на с. Върли дол;
– преименува с. Али паша на с. Генерал Панайотово;
– преименува с. Кара Ахмедлер на с. Гривяк;
– преименува с. Деделер на с. Дедец;
– преименува с. Делвелер на с. Делвино;
– преименува с. Сюлюмезлер на с. Дрянова глава;
– преименува с. Айваджик на с. Дюлица;
– преименува с. Едилоглар на с. Едил;
– преименува с. Хорозлу (Аразлъ) на с. Еровете;
– преименува с. Кел оглар на с. Загоричане;
– преименува с. Кърджалар на с. Загорски;
– преименува с. Неберлер на с. Здравчец;
– преименува с. Кабиллер на с. Кабиле;
– преименува с. Накиплер на с. Китна;
– преименува с. Марефлер на с. Козлево;
– преименува с. Кран дере на с. Кран;
– преименува с. Шахпалъ на с. Крилатица;
– преименува с. Ерекли на с. Кукуряк;
– преименува с. Каламджилар (Каранджилар) на с. Кърчовско;
– преименува с. Малкоч дере на с. Малкоч;
– преименува с. Бакаджик на с. Медевци;
– преименува с. Мухаремоглар на с. Метличка;
– преименува с. Юртчулар на с. Могиляне;
– преименува с. Булутлар на с. Мъглене;
– преименува с. Шаинлер на с. Мъженци;
– преименува с. Наназлъ даг (Нарезли дере) на с. Нане;
– преименува с. Ада кьой на с. Островец;
– преименува с. Бояджилар на с. Пеевско;
– преименува с. Гяур дере жоджа на с. Пенковци;
– преименува с. Тюрк геве на с. Пловка;
– преименува с. Налбантлар на с. Подкова;
– преименува с. Чатак на с. Пресека;
– преименува с. Ходжа кьой на с. Първенци;
– преименува с. Торфулу на с. Първица;
– преименува с. Томашлар на с. Растник;
– преименува с. Кол оглар на с. Робино;
– преименува с. Аша Коджа Юмер на с. Самодива;
– преименува с. Сараджа Виран на с. Самокитка;
– преименува с. Папарджик (Тагарджиклер) на с. Секирка;
– преименува с. Ортаджи на с. Средско;
– преименува с. Шехлер на с. Старейшино;
– преименува с. Коджа Юмер на с. Старово;
– преименува с. Чиликли на с. Стоманци;
– преименува с. Каин тепе на с. Трепетлика;
– преименува с. Хаджи махле на с. Хаджийско;
– преименува с. Шадилер на с. Чавка;
– преименува с. Кючук Ип дере (Малко Ип дере) на с. Чичево;
– преименува с. Ерекли на с. Шипок;
– преименува с. Емирлер на с. Шопци;
– преименува с. Къзалар на с. Ягнево;
– преименува с. Янаклар на с. Янино;
- МЗ № 1957/обн. 16.11.1935 г. – признава н.м. Кирлик (от с. Пеевско) за отделно населено място – с. Кирил;
- МЗ № 2604/обн. 28.05.1947 г. – преименува с. Кирил на с. Бенковски;
- МЗ № 5750/обн. 24.09.1947 г. – преименува с. Генерал Панайотово на с. Метличина;
- Указ № 881/обн. 30.11.1965 г. – заличава м. Зимица поради изселване;
- Указ № 960/обн. 4 януари 1966 г. – преименува с. Бързия на с. Бързея;

– преименува с. Горньо Капиньово на с. Горно Къпиново;
– преименува с. Долно Капиньово на с. Долно Къпиново;
– преименува с. Каслоба на с. Каялоба;
– преименува с. Протогерово на с. Орлица;
– признава н.м. Горно Кирково (от с. Кирково) за отделно населено място – с. Горно Кирково;
- Указ № 232/обн. 26.03.1968 г. – признава н.м. Яковица за отделно населено място – с. Яковица;
- Указ № 409/обн. 27.03.1981 г. – преименува с. Айваз на с. Върбен;

– преименува с. Хаджийско на с. Искрил;
– преименува с. Кабиле на с. Светлен;
- Указ № 583/обн. 14.04.1981 г. – признава н.м. Вълчанка (от с. Царино) за отделно населено място – с. Вълчанка;

– признава н.м. Акча (от с. Чакаларово) за отделно населено място – с. Кремен;
- Указ № 970/обн. 04.04.1986 г. – признава н.м. Солука (от с. Шумнатица) за отделно населено място – с. Априлци;

– признава н.м. Брегово (от с. Самодива) за отделно населено място – с. Брегово;
– признава н.м. Горно Кирково (от с. Кирково) за отделно населено място – с. Горно Кирково;
– заличава селата Едил и Жерка поради изселване;
– заличава с. Завоя и го присъединява като квартал на с. Дружинци;
– заличава с. Ягнево и го присъединява като квартал на с. Мъженци;
- Указ № 3005/обн. 09.10.1987 г. – закрива община Бенковски и община Подкова и заедно с включените в състава им населени места ги присъединява към община Кирково;
- Указ № 2081/обн. 10.10.1989 г. – преименува с. Дружинци на с. Полянци;
- Указ № 250/обн. 22.08.1991 г. – отделя кв. Завоя от с. Дружинци (Полянци) и признава за отделно населено място – с. Завоя;

– възстановява старото име на с. Полянци на с. Дружинци;
– заличава селата Веслец, Мъженци и Пеевско и ги присъединява като квартали на с. Бенковски;
– заличава с. Загоричане и го присъединява като квартал на с. Фотиново;
– заличава селата Пенковци и Трепетлика и ги присъединява като квартали на с. Чорбаджийско;
– заличава с. Робино и го присъединява като квартал на с. Върбен;
- Указ № 97/обн. 17.05.1994 г. – възстановява старото име на с. Искрил на с. Хаджийско;
- Реш. МС № 658/обн. ДВ бр.68/04.09.2015 г. – заличава с. Бързея поради изселване.

## История
Община Кирково е създадена на 26.03.1914 г., като Селско общинско управление – Кирково, Гюмюрджинска околия. Многобройните административно-териториални реформи я водят на околийско подчинение към Смолян, Крумовград, Момчилград. След 09.09.1944 г. е преобразувана в Селски общински народен съвет Кирково.
При образуването на общината на 28.09.1949 г. е имало само един кмет – Мехмед Юсеинов. Впоследствие се назначава бирник за събиране на данъците от населението, с течение на времето се назначава и секретар – писар. През 1956 г. Общината е присъединена към Кърджалийска област, а след 1979 г. съществува като Селищна система Кирково. От 1987 г. Общината обединява трите селищни системи Кирково, Подкова и Бенковски с председател Наско Караджов.
През 1990 г. се назначава Временна изпълнителна управа с Председател на Временната управа Иво Младенов. През 1991 г. за кмет е избран Мустафа Емин, а за Председател на ОбС Али Юсеин. С провеждането на местни избори през 1995 г. Мустафа Емин е избран за втори мандат, а председател на ОбС е Фатме Хасан. На изборите през 1999 г. за кмет е избран Валентин Манев с председател на ОбС Назиф Юсеин.
От ноември 2003 г. до 2011 г. кмет на община Кирково е Шукран Идриз. Тя е 45-46-ия управляващ общината. На изборите през октомври 2011 г. за кмет на община Кирково е избран инж. Сали Бекир Рамадан. През октомври 2015 г. е избран 48-ият кмет на общината Шинаси Сюлейман. В изпълнението на правомощията си кметът на общината се подпомага от двама заместник кметове. Общинският съвет се състои от 29 общински съветници.

## Население

### Етнически състав
Преброяване на населението през 2011 г.
Численост и дял на етническите групи според преброяването на населението през 2011 г., по населени места (подредени по азбучен ред):
| Населено място | Численост | Численост | Численост | Численост | Численост | Численост           | Численост     | Населено място | Дял (в %) | Дял (в %) | Дял (в %) | Дял (в %) | Дял (в %)           | Дял (в %)     |
| Населено място | Общо      | Българи   | Турци     | Цигани    | Други     | Не се самоопределят | Не отговорили | Населено място | Българи   | Турци     | Цигани    | Други     | Не се самоопределят | Не отговорили |
| Общо           | 21916     | 5808      | 10138     | 39        | 253       | 160                 | 5518          | 100,00         | 26,50     | 46,26     | 0,18      | 1,15      | 0,73                | 25,18         |
| -------------- | --------- | --------- | --------- | --------- | --------- | ------------------- | ------------- | -------------- | --------- | --------- | --------- | --------- | ------------------- | ------------- |
| Априлци        | 113       | 17        | 0         | 0         | 0         | 0                   | 96            | Априлци        | 15,04     | 0,00      | 0,00      | 0,00      | 0,00                | 84,95         |
| Бенковски      | 2121      | 513       | 423       | 8         | 19        | 25                  | 1133          | Бенковски      | 24,18     | 19,94     | 0,37      | 0,89      | 1,17                | 53,41         |
| Брегово        | 82        | 0         | 81        | 0         |           |                     | 0             | Брегово        | 0,00      | 98,78     | 0,00      |           |                     | 0,00          |
| Бързея         | 0         | 0         | 0         | 0         | 0         | 0                   | 0             | Бързея         | 0,00      | 0,00      | 0,00      | 0,00      | 0,00                | 0,00          |
| Вълчанка       | 155       | 0         | 152       | 0         |           |                     | 2             | Вълчанка       | 0,00      | 98,06     | 0,00      |           |                     | 1,29          |
| Върбен         | 500       |           | 488       | 0         | 0         |                     | 10            | Върбен         |           | 97,60     | 0,00      | 0,00      |                     | 2,00          |
| Върли дол      | 5         | 0         | 5         | 0         | 0         | 0                   | 0             | Върли дол      | 0,00      | 100,00    | 0,00      | 0,00      | 0,00                | 0,00          |
| Горно Кирково  | 521       | 486       |           | 0         |           |                     | 34            | Горно Кирково  | 93,28     |           | 0,00      |           |                     | 6,52          |
| Горно Къпиново | 294       | 223       | 0         | 0         | 7         | 17                  | 47            | Горно Къпиново | 75,85     | 0,00      | 0,00      | 2,38      | 5,78                | 15,98         |
| Горски извор   | 670       | 12        | 643       | 0         | 0         | 3                   | 12            | Горски извор   | 1,79      | 95,97     | 0,00      | 0,00      | 0,44                | 1,79          |
| Гривяк         | 140       | 0         | 127       | 0         |           |                     | 12            | Гривяк         | 0,00      | 90,71     | 0,00      |           |                     | 8,57          |
| Дедец          | 55        | 0         | 53        | 0         |           |                     | 0             | Дедец          | 0,00      | 96,36     | 0,00      |           |                     | 0,00          |
| Делвино        | 185       | 0         | 185       | 0         | 0         | 0                   | 0             | Делвино        | 0,00      | 100,00    | 0,00      | 0,00      | 0,00                | 0,00          |
| Джерово        | 335       | 323       | 0         | 0         | 0         | 0                   | 12            | Джерово        | 96,41     | 0,00      | 0,00      | 0,00      | 0,00                | 3,58          |
| Добромирци     | 359       | 3         | 275       | 0         | 0         | 8                   | 73            | Добромирци     | 0,83      | 76,60     | 0,00      | 0,00      | 2,22                | 20,33         |
| Долно Къпиново | 326       | 314       |           | 0         | 0         |                     | 11            | Долно Къпиново | 96,31     |           | 0,00      | 0,00      |                     | 3,37          |
| Домище         | 401       | 293       | 54        | 0         |           |                     | 53            | Домище         | 73,06     | 13,46     | 0,00      |           |                     | 13,21         |
| Дрангово       | 1104      | 1025      | 9         | 0         |           |                     | 63            | Дрангово       | 92,84     | 0,81      | 0,00      |           |                     | 5,70          |
| Дружинци       | 332       | 193       | 0         | 0         |           | 6                   | 132           | Дружинци       | 58,13     | 0,00      | 0,00      |           | 1,80                | 39,75         |
| Дрянова глава  | 58        |           | 5         | 0         |           |                     | 51            | Дрянова глава  |           | 8,62      | 0,00      |           |                     | 87,93         |
| Дюлица         | 273       |           | 261       | 0         |           |                     | 7             | Дюлица         |           | 95,60     | 0,00      |           |                     | 2,56          |
| Еровете        | 101       |           | 100       | 0         |           |                     | 0             | Еровете        |           | 99,00     | 0,00      |           |                     | 0,00          |
| Завоя          | 351       | 56        |           | 0         |           |                     | 292           | Завоя          | 15,95     |           | 0,00      |           |                     | 83,19         |
| Загорски       | 43        | 7         | 5         | 0         | 0         | 0                   | 31            | Загорски       | 16,27     | 11,62     | 0,00      | 0,00      | 0,00                | 72,09         |
| Здравчец       | 156       |           | 155       | 0         |           |                     | 0             | Здравчец       |           | 99,35     | 0,00      |           |                     | 0,00          |
| Каялоба        | 210       | 0         | 206       | 0         | 0         | 0                   | 4             | Каялоба        | 0,00      | 98,09     | 0,00      | 0,00      | 0,00                | 1,90          |
| Кирково        | 724       | 387       | 9         | 0         | 7         | 7                   | 314           | Кирково        | 53,45     | 1,24      | 0,00      | 0,96      | 0,96                | 43,37         |
| Китна          | 214       | 27        | 150       | 0         | 0         | 0                   | 37            | Китна          | 12,61     | 70,09     | 0,00      | 0,00      | 0,00                | 17,28         |
| Козлево        | 38        | 5         |           | 0         |           |                     | 32            | Козлево        | 13,15     |           | 0,00      |           |                     | 84,21         |
| Костурино      | 19        | 0         | 19        | 0         | 0         | 0                   | 0             | Костурино      | 0,00      | 100,00    | 0,00      | 0,00      | 0,00                | 0,00          |
| Кран           | 268       | 0         | 268       | 0         | 0         | 0                   | 0             | Кран           | 0,00      | 100,00    | 0,00      | 0,00      | 0,00                | 0,00          |
| Кремен         | 102       | 97        | 0         | 0         | 0         | 5                   | 0             | Кремен         | 95,09     | 0,00      | 0,00      | 0,00      | 4,90                | 0,00          |
| Крилатица      | 173       | 0         | 169       | 0         | 0         | 4                   | 0             | Крилатица      | 0,00      | 97,68     | 0,00      | 0,00      | 2,31                | 0,00          |
| Кукуряк        | 214       | 0         | 211       | 0         | 0         | 0                   | 3             | Кукуряк        | 0,00      | 98,59     | 0,00      | 0,00      | 0,00                | 1,40          |
| Кърчовско      | 178       | 0         | 176       | 0         |           |                     | 0             | Кърчовско      | 0,00      | 98,87     | 0,00      |           |                     | 0,00          |
| Лозенградци    | 224       | 9         |           | 0         |           |                     | 213           | Лозенградци    | 4,01      |           | 0,00      |           |                     | 95,08         |
| Малкоч         | 299       |           | 298       | 0         |           |                     | 0             | Малкоч         |           | 99,66     | 0,00      |           |                     | 0,00          |
| Медевци        | 47        | 4         | 41        | 0         | 0         | 0                   | 2             | Медевци        | 8,51      | 87,23     | 0,00      | 0,00      | 0,00                | 4,25          |
| Метличина      | 162       | 0         | 162       | 0         | 0         | 0                   | 0             | Метличина      | 0,00      | 100,00    | 0,00      | 0,00      | 0,00                | 0,00          |
| Метличка       | 30        | 0         | 30        | 0         | 0         | 0                   | 0             | Метличка       | 0,00      | 100,00    | 0,00      | 0,00      | 0,00                | 0,00          |
| Могиляне       | 275       | 46        | 220       | 0         | 0         | 3                   | 6             | Могиляне       | 16,72     | 80,00     | 0,00      | 0,00      | 1,09                | 2,18          |
| Мъглене        | 59        | 0         | 51        | 0         | 0         | 3                   | 5             | Мъглене        | 0,00      | 86,44     | 0,00      | 0,00      | 5,08                | 8,47          |
| Нане           | 0         | 0         | 0         | 0         | 0         | 0                   | 0             | Нане           | 0,00      | 0,00      | 0,00      | 0,00      | 0,00                | 0,00          |
| Орлица         | 212       | 40        | 0         | 0         |           |                     | 170           | Орлица         | 18,86     | 0,00      | 0,00      |           |                     | 80,18         |
| Островец       | 342       |           | 337       | 0         |           |                     | 4             | Островец       |           | 98,53     | 0,00      |           |                     | 1,16          |
| Пловка         | 83        | 0         | 83        | 0         | 0         | 0                   | 0             | Пловка         | 0,00      | 100,00    | 0,00      | 0,00      | 0,00                | 0,00          |
| Подкова        | 357       | 28        | 303       | 0         |           |                     | 25            | Подкова        | 7,84      | 84,87     | 0,00      |           |                     | 7,00          |
| Пресека        | 335       |           | 322       | 0         |           |                     | 12            | Пресека        |           | 96,11     | 0,00      |           |                     | 3,58          |
| Първенци       | 24        | 0         | 24        | 0         | 0         | 0                   | 0             | Първенци       | 0,00      | 100,00    | 0,00      | 0,00      | 0,00                | 0,00          |
| Първица        | 353       | 0         | 343       | 0         | 0         | 0                   | 10            | Първица        | 0,00      | 100,00    | 0,00      | 0,00      | 0,00                | 0,00          |
| Растник        | 114       | 3         | 7         | 0         | 0         | 0                   | 104           | Растник        | 2,63      | 6,14      | 0,00      | 0,00      | 0,00                | 91,22         |
| Самодива       | 284       | 0         | 281       |           |           |                     | 1             | Самодива       | 0,00      | 98,94     |           |           |                     | 0,35          |
| Самокитка      | 90        |           | 89        | 0         |           |                     | 0             | Самокитка      |           | 98,88     | 0,00      |           |                     | 0,00          |
| Светлен        | 23        | 0         | 23        | 0         | 0         | 0                   | 0             | Светлен        | 0,00      | 100,00    | 0,00      | 0,00      | 0,00                | 0,00          |
| Секирка        | 31        | 0         | 31        | 0         | 0         | 0                   | 0             | Секирка        | 0,00      | 100,00    | 0,00      | 0,00      | 0,00                | 0,00          |
| Средско        | 128       | 0         | 128       | 0         | 0         | 0                   | 0             | Средско        | 0,00      | 100,00    | 0,00      | 0,00      | 0,00                | 0,00          |
| Старейшино     | 86        | 10        | 74        | 0         | 0         | 0                   | 2             | Старейшино     | 11,62     | 86,04     | 0,00      | 0,00      | 0,00                | 2,32          |
| Старово        | 312       |           | 308       | 0         | 0         |                     | 0             | Старово        |           | 98,71     | 0,00      | 0,00      |                     | 0,00          |
| Стоманци       | 229       | 0         | 222       | 0         | 0         | 4                   | 3             | Стоманци       | 0,00      | 96,94     | 0,00      | 0,00      | 1,74                | 1,31          |
| Стрижба        | 152       |           |           |           |           |                     | 150           | Стрижба        |           |           |           |           |                     | 98,68         |
| Тихомир        | 1335      | 792       |           | 0         | 213       | 15                  | 312           | Тихомир        | 59,32     |           | 0,00      | 15,95     | 1,12                | 23,37         |
| Фотиново       | 850       | 3         | 726       | 0         | 0         | 5                   | 116           | Фотиново       | 0,35      | 85,41     | 0,00      | 0,00      | 0,58                | 13,64         |
| Хаджийско      | 304       |           | 301       | 0         | 0         |                     | 0             | Хаджийско      |           | 99,01     | 0,00      | 0,00      |                     | 0,00          |
| Царино         | 1         |           |           |           |           |                     | 0             | Царино         |           |           |           |           |                     | 0,00          |
| Чавка          | 20        |           | 19        | 0         |           |                     | 0             | Чавка          |           | 95,00     | 0,00      |           |                     | 0,00          |
| Чакаларово     | 1355      | 272       | 6         |           |           |                     | 1070          | Чакаларово     | 20,07     | 0,44      |           |           |                     | 78,96         |
| Чичево         | 42        | 6         | 4         |           |           |                     | 31            | Чичево         | 14,28     | 9,52      |           |           |                     | 73,80         |
| Чорбаджийско   | 1964      | 73        | 1091      | 29        | 0         | 15                  | 756           | Чорбаджийско   | 3,71      | 55,54     | 1,47      | 0,00      | 0,76                | 38,49         |
| Шипок          | 9         | 0         | 9         | 0         | 0         | 0                   | 0             | Шипок          | 0,00      | 100,00    | 0,00      | 0,00      | 0,00                | 0,00          |
| Шопци          | 391       |           | 333       | 0         |           |                     | 53            | Шопци          |           | 85,16     | 0,00      |           |                     | 13,55         |
| Шумнатица      | 474       | 455       | 0         | 0         |           |                     | 12            | Шумнатица      | 95,99     | 0,00      | 0,00      |           |                     | 2,53          |
| Яковица        | 67        | 67        | 0         | 0         | 0         | 0                   | 0             | Яковица        | 100,00    | 0,00      | 0,00      | 0,00      | 0,00                | 0,00          |
| Янино          | 33        | 0         | 33        | 0         | 0         | 0                   | 0             | Янино          | 0,00      | 100,00    | 0,00      | 0,00      | 0,00                | 0,00          |

## Туризъм
Историческото наследство на района дава възможност за развитие на алтернативен туризъм. На територията на общината съществуват множество исторически останки от различни епохи /виж раздел Култура/.
Голямото биоразнообразие, уникалните природни забележителности и запазената природна среда, незасегната от негативните влияния на индустриализацията и урбанизацията превръщат екотуризма в един от приоритетите за развитие на общината. На територията на общината се намира връх Вейката – най-южната точка на България. За отправна точка към върха се използва хижа „Хвойнова поляна“. До нея се стига по 5-километров чакълиран път от най-южното българско село – Горно Къпиново. Хижата е бивша гранична застава, намираща се в Гюмюрджински снежник. Туристическата хижа „Хвойнова поляна“ е модернизирана с финансовата подкрепа на проекта „Устойчиво развитие на селските райони“ по Програмата за развитие на ООН и на община Кирково. Хижар няма, а ключът трябва да се вземе от кметството в общината. Защитената местност „Вейката“ представлява планински район покрит с мезофилни гори, включващи застрашени естествени хабитати.

## Култура

### Образование
На територията на община Кирково функционират една професионална гимназия, три средни общообразователни училища и пет основни училища. Професионалната гимназия ”Васил Левски” село Кирково успешно подготвя кадри в областта на машиностроенето и леката промишленост. Училището разполага с 3 учебни работилници, 2 компютърни кабинета, 2 кабинета по теоретична подготовка и си сътрудничи успешно с всички производствени предприятия от общината.
Сградите на СОУ ”Христо Ботев” село Чорбаджийско, СОУ ”Н.Й.Вапцаров” село Бенковски и СОУ ”Отец Паисий” село Кирково са с подменена дограма по проекти за подпомагане на енергийната ефективност. За възпитанието на децата от 3 до 6 години се грижат 18 целодневни градини. В учебно възпитателните заведения работят общо 465 души, от които 340 учители и 125 друг персонал. През 2007 г. е открит „Дневен център за деца и младежи с увреждания“ село Добромирци. Капацитетът на центъра е 24 деца на възраст от 3 до 18 години. Децата в Центъра придобиват нужното образование и специализация. Екипът, предоставящ социални услуги включва следните специалисти – социален работник, рехабилитатор, възпитатели, медицинска сестра и помощно обслужващ персонал. Осигурен е транспорт от общината за децата от район Бенковски.

### Читалища в община Кирково
„Никола Йонков Вапцаров“ с. Кирково – Председател на читалищното настоятелство е Валентина Коджабоюкова
„Васил Априлов“ с. Чорбаджийско – Председател на читалищното настоятелство е Лиляна Банкова
„Възраждане“ с. Бенковски – Председател на читалищното настоятелство е Нурхан Салимехмед
„Родопска пробуда“ с. Тихомир – Председател на читалищното настоятелство е Радост Димитрова
„Васил Левски“ с. Дрангово – Председател на читалищното настоятелство е Валентина Сапунджиева
„Христо Смирненски“ с. Чакаларово – Председател на читалищното настоятелство е Райна Йорданова
„Пробуда“ с. Фотиново – Председател на читалищното настоятелство е Светлана Юсеинова
„Христо Ботев“ с. Добромирци – Председател на читалищното настоятелство е Евелина Халил
„Искра“ с. Домище – Председател на читалищното настоятелство е Светла Ангелова
„Христо Ботев“ с. Завоя – Председател на читалищното настоятелство е Румен Караиванов
„Елин Пелин“ с. Долно Къпиново – Председател на читалищното настоятелство е Анелия Алчева
„Пеньо Пенев“ с. Кърчовско – Председател на читалищното настоятелство е Педрие Осман.

### Културно-исторически паметници
Културно-историческите паметници на територията на общината са разнообразни и представят всички епохи от тракийските заселвания насам. Материалните следи, останали от древността, са:
- Римски мост до село Добромирци
- Тракийска крепост при връх Боатепе и махала Златолист
- Скални тракийски гробници до селата Подкова и Веслец
- Късноантична и средновековна крепост и селище в местността Асара край с. Крилатица, обявена през 1996 г. за археологически паметник на културата.
- Античен некропол в същата местност, паметник на културата
- Антично селище със светилище при с. Загоричене
- Скални ниши в с. Растник – местността Манчая кая
- Скални гъби между с.Бенковски и с. Добромирци
- Римска крепост при с. Остиново и др.
- Средновековно селище – с. Орлица
- Цистов некропол – с.Априлци
- Тракийско селище – с. Домище
- Могилен некропол – с. Домище
- Скално светилище – с. Първица
- Средновековно селище – с. Първица
- Късноримско селище – с. Първица
- Средновековно селище – с. Островец
- Праисторическа селищна могила – с. Подкова
- Скални образувания до село Добромирци
- Крепостна стена с височина 4 метра от времето на Критско – микенската цивилизация 12 – 11 век пр.н.е. изградена с циклопски градеж – камъни с тегло 5 – 6 тона.

Запазени са само основите на крепостите, а скалните гробници са ограбени. В подобно състояние се намират и паметниците от Средновековието.
Съхранени са църквите в селата Пресека, Горски извор и Джерово и крепости в Чакаларово, Кремен и Джерово.
Джамията на седемте девойки, Джамията в село Бенковски.
От значително по-късен период, напълно запазени и функциониращи, са множество мостове, дело на местни майстори, владеещи до съвършенство изкуството на каменната зидария. Те са в селата Кирково, Лозенградци, Долно Къпиново, Дрангово, Тихомир, Кремен, Горски извор. Мостове са останали и от римско време. Най-добре запазени са в селата Дрангово, Шумнатица, Горски извор, Лозенградци и Тихомир.

## Здравеопазване
Здравното обслужване на населението в общината се извършва от общопрактикуващи лекари, заемащи индивидуални практики за първична извънболнична медицинска помощ. На територията на общината няма лечебни заведения за оказване на болнична помощ. Най-близо разположените до община Кирково лечебни заведения за болнична помощ са тези в Момочилгарад, Кърджали и Златоград. Лекарските практики съгласно здравната каса са 21, от които 11 са заети в селата Кирково, Тихомир, Подкова, Чорбаджийско, Бенковски, Долно Къпиново, Чакаларово, Фотиново. Стоматологичните практики са 10, от които 8 са заети в селата – Кирково, Бенковски, Тихомир, Фотиново, Чакаларово, Чорбаджийско. В училищата и детските градини са разкрити 17 кабинета, в които се осъществяват дейности по профилактика и промоция на здравето на децата и учениците. Спешната медицинска помощ се осъществява от два филиала на ЦСМП – гр. Кърджали в с. Кирково и с. Чорбаджийско. Към Филиала за спешна медицинска помощ в с. Кирково са разкрити два мобилни екипа, осигуряващи спешната медицинска помощ в район Фотиново и район Бенковски. На територията на общината има 5 аптеки в селата – Чакаларово, Кирково, Фотиново, Бенковски, Чорбаджийско и 2 дрогерии в Кирково и Тихомир, които снабдяват населението с лекарства.

## Транспорт
През територията на общината преминава последният участък от 4,7 km от трасето на жп линията Русе – Горна Оряховица – Стара Загора – Димитровград – Подкова.
През общината преминават изцяло или частично 6 пътя от Републиканската пътна мрежа на България с обща дължина 84,2 km:
- последният участък от 23,4 km от Републикански път I-5 (от km 369,6 до km 393,0);
- последният участък от 13,7 km от Републикански път III-508 (от km 23,4 до km 37,1);
- началният участък от 13,7 km от Републикански път III-509 (от km 0 до km 13,7);
- последният участък от 29,4 km от Републикански път III-867 (от km 39 до km 68,4);
- целият участък от 2 km от Републикански път III-8672;
- началният участък от 2 km от Републикански път III-8673 (от km 0 до km 2,0).

В източната част на община Кирково, през селата Подкова и Чорбаджийско преминава и последният участък от 27,9 km (от km 369,4 до km 397,3) от старото трасе на Републикански път I-5, с което дължината на Републиканската пътна мрежа в общината става 121,1 km.

## Топографска карта
- Лист от карта K-35-87. Мащаб: 1 : 100 000.
- Лист от карта K-35-88. Мащаб: 1 : 100 000.
- Лист от карта K-35-99. Мащаб: 1 : 100 000.
- Лист от карта K-35-100. Мащаб: 1 : 100 000.